# Pteris biformis
Pteris biformis är en kantbräkenväxtart som beskrevs av Frederik Louis Splitgerber. Pteris biformis ingår i släktet Pteris och familjen Pteridaceae. Inga underarter finns listade.